# Žaškov
Žaškov (en hongrois : Zsaskó) est une commune du district de Dolný Kubín, dans la région de Žilina, en Slovaquie.

## Histoire
La première mention écrite de la localité date de 1388.

## Démographie

### Évolution de la population
| Année:               | 1994. | 2004.   | 2014.   | 2024.   |
| -------------------- | ----- | ------- | ------- | ------- |
| Nombre de personnes: | 1732  | 1705    | 1592    | 1621    |
| Différence:          |       | -1,55 % | -6,62 % | +1,82 % |

| Année:               | 2023. | 2024.   |
| -------------------- | ----- | ------- |
| Nombre de personnes: | 1641  | 1621    |
| Différence:          |       | -1,21 % |